# Crozet (Virginia)
Crozet è un comune (CDP) degli Stati Uniti d'America, situato nello Stato della Virginia, nella Contea di Albemarle.